# Pavel Puklavec
Pavel Puklavec (ur. 1999) – chorwacki zapaśnik walczący w stylu klasycznym. Zajął osiemnaste miejsce na mistrzostwach świata w 2022.
Piąty na mistrzostwach Europy w 2022. Drugi na MŚ U-23 w 2022. Trzeci na ME juniorów w 2019 roku.